# Prémio Screen Actors Guild 2001
A 7.ª edição dos Prémios Screen Actors Guild foi apresentada em Los Angeles em 11 de março de 2001.

## Indicados e vencedores

### Cinema
| Melhor Ator - Benicio del Toro – Traffic como Javier Rodríguez - Jamie Bell – Billy Elliot como Billy Elliot - Tom Hanks – Cast Away como Chuck Noland - Russell Crowe – Gladiator como Maximus Decimus Meridius - Geoffrey Rush – Quills como Marquês de Sade | Melhor Atriz - Julia Roberts – Erin Brockovich como Erin Brockovich - Joan Allen – The Contender como Laine Hanson - Juliette Binoche – Chocolat como Vianne Rocher - Ellen Burstyn – Requiem for a Dream como Sara Goldfarb - Laura Linney – You Can Count on Me como Samantha "Sammy" Prescott |
| Melhor Ator secundário - Albert Finney – Erin Brockovich como Edward L. Masry - Jeff Bridges – The Contender como Jackson Evans - Willem Dafoe – Shadow of the Vampire como Max Schreck - Gary Oldman – The Contender como Sheldon Runyon - Joaquin Phoenix – Gladiator como Cómodo | Melhor Atriz secundária - Judi Dench – Chocolat como Armande Voizin - Kate Hudson – Almost Famous como Penny Lane - Julie Walters – Billy Elliot como Mrs. Wilkinson - Kate Winslet – Quills como Madeleine "Maddy" LeClerc - Frances McDormand – Almost Famous como Mrs. Miller                 |
| Melhor Performance de um Elenco - Traffic – Benjamin Bratt, James Brolin, Don Cheadle, Erika Christensen, Clifton Collins Jr., Benicio del Toro, Michael Douglas, Albert Finney, Topher Grace, Amy Irving, Dennis Quaid e Catherine Zeta-Jones - Almost Famous – Fairuza Balk, Billy Crudup, Patrick Fugit, Philip Seymour Hoffman, Kate Hudson, Jason Lee, Frances McDormand, Anna Paquin e Noah Taylor - Billy Elliot – Jamie Bell, Jamie Draven, Gary Lewis e Julie Walters - Chocolat – Juliette Binoche, Leslie Caron, Judi Dench, Johnny Depp, Alfred Molina, Carrie-Anne Moss, Hugh O'Conor, Lena Olin, Peter Stormare e John Wood - Gladiator – Russell Crowe, Richard Harris, Djimon Hounsou, Derek Jacobi, Connie Nielsen, Joaquin Phoenix e Oliver Reed | |

### Televisão
| Melhor Ator em minissérie ou filme para televisão - Brian Dennehy – Death of a Salesman como Willy Loman - Alec Baldwin – Nuremberg como Robert H. Jackson - John Lithgow – Don Quixote como Dom Quixote de la Mancha - Danny Glover – Freedom Song como Will Walker - James Woods – Dirty Pictures como Dennis Barrie - Brian Cox – Nuremberg como Hermann Göring | Melhor Atriz em minissérie ou filme para televisão - Vanessa Redgrave – If These Walls Could Talk 2 como Edith Tree - Stockard Channing – The Truth About Jane como Janice - Elizabeth Franz – Death of a Salesman como Linda Loman - Sally Field – David Copperfield como tia Betsey Trotwood - Judi Dench – The Last of the Blonde Bombshells como Elizabeth |
| Melhor Ator em série dramática - Martin Sheen – The West Wing como Josiah "Jed" Bartlet - Tim Daly – The Fugitive como Dr. Richard Kimble - Dennis Franz – NYPD Blue como Sgt. Andy Sipowicz - Anthony Edwards – ER como Dr. Mark Greene - James Gandolfini – The Sopranos como Tony Soprano | Melhor Atriz em série dramática - Allison Janney – The West Wing como C. J. Cregg - Edie Falco – The Sopranos como Carmela Soprano - Sally Field – ER como Maggie Wyczenski - Sela Ward – Once and Again como Lily Manning - Gillian Anderson – The X-Files como Dana Scully - Lauren Graham – Gilmore Girls como Lorelai Gilmore                              |
| Melhor Ator em série de comédia - Robert Downey Jr. – Ally McBeal como Larry Paul - Sean Hayes – Will & Grace como Jack McFarland - Peter MacNicol – Ally McBeal como John Cage - Kelsey Grammer – Frasier como Frasier Crane - David Hyde Pierce – Frasier como Niles Crane | Melhor Atriz em série de comédia - Sarah Jessica Parker – Sex and the City como Carrie Bradshaw - Calista Flockhart – Ally McBeal como Ally McBeal - Jane Kaczmarek – Malcolm in the Middle como Lois - Debra Messing – Will & Grace como Grace Adler - Megan Mullally – Will & Grace como Karen Walker                                                        |
| Melhor Elenco em série dramática - The West Wing – Dulé Hill, Allison Janney, Moira Kelly, Rob Lowe, Janel Moloney, Richard Schiff, Martin Sheen, John Spencer e Bradley Whitford - ER – Anthony Edwards, Laura Innes, Alex Kingston, Eriq La Salle, Julianna Margulies, Kellie Martin, Paul McCrane, Michael Michele, Ming-Na, Erik Palladino, Maura Tierney, Goran Vinsjic e Noah Wyle - Law & Order – Angie Harmon, Steven Hill, Jesse L. Martin, S. Epatha Merkerson, Jerry Orbach, Sam Waterston e Dianne Wiest - The Practice – Michael Badalucco, Lara Flynn Boyle, Lisa Gay Hamilton, Steve Harris, Jason Kravits, Camryn Manheim, Dylan McDermott, Marla Sokoloff e Kelli Williams - The Sopranos – Lorraine Bracco, Dominic Chianese, Drea de Matteo, Edie Falco, James Gandolfini, Robert Iler, Michael Imperioli, Nancy Marchand, Vincent Pastore, David Proval, Jamie-Lynn Sigler, Tony Sirico, Aida Turturro e Steven Van Zandt | |
| Melhor Elenco em série de comédia - Will & Grace – Sean Hayes, Eric McCormack, Debra Messing e Megan Mullally - Ally McBeal – Lisa Nicole Carson, Portia de Rossi, Robert Downey Jr., Calista Flockhart, Greg Germann, Jane Krakowski, James LeGros, Lucy Liu, Peter MacNicol e Vonda Shepard - Frasier – Peri Gilpin, Kelsey Grammer, Jane Leeves, John Mahoney e David Hyde Pierce - Friends – Jennifer Aniston, Courteney Cox, Lisa Kudrow, Matt LeBlanc, Matthew Perry e David Schwimmer - Sex and the City – Kim Cattrall, Kristin Davis, Cynthia Nixon e Sarah Jessica Parker | |

### Prémio Screen Actors Guild Life Achievement
- Ossie Davis & Ruby Dee